# Flughafen Cherbourg-Maupertus

i7
i11
i13
Der Flughafen Cherbourg-Maupertus (IATA-Code: CER, ICAO-Code: LFRC) liegt zwischen den französischen Kommunen Gonneville und Maupertus-sur-Mer im Département Manche. Er ist von 8 bis 20 Uhr geöffnet. Betreiber des Flughafens ist die IHK Cherbourg.

## Geschichte
Der Flughafen entstand ab 1937 als Militärflugplatz für die Armée de l’air und wurde im Mai 1939 eröffnet. Nach dem Waffenstillstand wurde Maupertus auch von der Deutschen Luftwaffe genutzt. Während der Luftschlacht um England lagen im Juli/August 1940 hier Ju 87B der I. Gruppe des Sturzkampfgeschwader 2 und im folgenden Februar für eine Woche die II. Gruppe des Jagdgeschwaders 54 mit ihren Bf 109 F.
Anschließend wurde Theville, wie der Standort von der Luftwaffe auch bezeichnet wurde, eine Basis des Jagdgeschwaders 2.  Dessen I. Gruppe (I./JG 2), ausgerüstet mit der Bf 109E, lag hier von März bis Anfang Juni 1941. Zunächst verblieb hier die bereits im Mai mit ihren Bf 109E ausgerüstete und aus Cherbourg eingetroffene Ergänzungsgruppe des JG 2 inkl. ihrer einzigen Einsatzstaffel, der 1. (1./Erg.Gr.JG2) bis Oktober 1941, als sie bereits die Bf 109 einsetzte.
In der Mitte des folgenden Novembers verlegte die III. Gruppe des JG 2 nach Maupertus und blieb hier mit kurzer Unterbrechung im Rahmen des Unternehmens Cerberus, als sie von Koksijde aus operierte, bis in die erste Hälfte des Septembers 1942, wobei die 8. Staffel bereits im April 1942 nach Brest verlegt hatte.  Die Gruppe flog zunächst ebenfalls noch die Bf 109F und rüstete im Mai 1942 auf die Fw 190A um.
Der letzte hier liegende fliegende Luftwaffenverband war zwischen November 1942 und bis in die zweite Hälfte des Februars 1944 die 4. Staffel der Aufklärungsgruppe 123.
Nach der im Lauf der alliierten Invasion in der Normandie erfolgten Befreiung Cherbourgs wurde Maupertus ein Stützpunkt der United States Army Air Forces. Advanced Landing Ground ALG A-15, so seine alliierte Codebezeichnung, war von Anfang Juli bis kurz vor Weihnachten 1944 Einsatzbasis der North American P-51 Mustang der 363rd Fighter Group und zusätzlich im Juli/August auch noch der 422nd Night Fighter Squadron, eine Staffel mit Northrop P-61 Black Widow, sowie im August/September der 397th Bombardment Group mit Martin B-26 Marauder. Der Flugplatz wurde anschließend an die französischen Behörden zurückgegeben.
Ein ziviles Terminal wurde 1967 gebaut.

### Militärflugplatz Cherbourg-Querqueville
Ein weiterer kleinerer Militärflugplatz existierte vor und während des Zweiten Weltkriegs gut fünf Kilometer westnordwestlich Cherbourgs, gelegen nordöstlich Querquevilles in der Nähe des Alten Forts auf der Landzunge, den die Deutschen im Juni 1940 übernahmen.
Zum einen lagen hier während der Luftschlacht um England Fotoaufklärer der 2. (Fernaufklärungs-)Staffel der Aufklärungsgruppe 123 (2.(F)/Aufkl.Gr. 123), die hier von Juli 1940 bis Jan 1941 lag, parallel zu dieser operierte bis in den November 1940 auch noch die 4.(F)/Aufkl.Gr.
Neben den Aufklärern war der Flugplatz in der gleichen Zeit eine Bf 109 Jägerbasis. Zunächst lag hier im Juli/August 1940 lediglich der Stab des Jagdgeschwaders 27 (JG 27). Im folgenden Winter 1940/41 war „Cherbourg-West“, wie der Flugplatz von der Luftwaffe auch bezeichnet wurde, dann von Dezember bis Februar Basis der 7. Staffel des JG 77 (7./JG 77). Ihr folgte bis März 1941 die II. Gruppe des Jagdgeschwaders 54 (II./JG 54) und im März des Jahres folgte dann als letzter hier stationierter Verband die III. Gruppe des gleichen Geschwaders (III./JG 54).

### Seefliegerstützpunkt Cherbourg während des Zweiten Weltkriegs
Daneben war Cherbourg während des Krieges auch Stützpunkt deutscher Seeflieger. Ein Teil der 2. Seenotstaffel war der am längsten in Cherbourg stationierte Verband der Luftwaffe, von Juni 1940 bis Dezember 1942. Daneben lag hier auch noch zwischen Ende August und Ende 1940 die Do18-Flugboote der 2. Staffel der Küstenfliegergruppe 106. Schließlich war die Stadt zwischen September 1940 und April 1941 auch noch Basis der 5. Staffel der Bordfliegergruppe 196, die  mit Ar 196-Wasserflugzeugen ausgerüstet war.

## Technik am Flughafen
Am Flughafen kann JET A1 AVGAS getankt werden. Auf einer Fläche von 1200 m² können maximal 150.000 Passagiere jährlich abgefertigt werden. Die Frachtkapazität liegt bei 1500 t auf 1375 m².
ILS Cat I und PAPI und HI BI ist vorhanden.

## Flugverbindungen
Seit 2009 wird der Flughafen nur noch saisonal bedient.

## Verkehrsanbindung
Am Flughafenterminal stehen Taxis bereit. Namhafte Leihwagenfirmen sind am Flughafen vertreten.

## Zwischenfälle
- Am 17. Januar 1979 verunglückte eine Nord 262A-29 der französischen Aéronavale (Marineflieger) (Luftfahrzeugkennzeichen FrNav 85) beim Start vom Flughafen Cherbourg-Maupertus. Das Flugzeug wurde irreparabel beschädigt. Alle Insassen überlebten.[2]